# Nathaniel Hawthorne
Nathaniel Hawthorne (Salem, 4 de Julho de 1804 – Plymouth, 19 de Maio de 1864) foi um escritor norte-americano, considerado o primeiro grande escritor dos Estados Unidos e o maior contista de seu país, sendo o responsável por tornar o puritanismo de sua época um dos temas centrais da tradição gótica.

## Biografia
Oriundo de uma família de tradição puritana, era bisneto de um dos juízes das feiticeiras de Salem, na Nova Inglaterra, e seu filho adotado de um capitão de navio, tendo ficado órfão de pai ainda aos 4 anos de idade.
Estudou na Universidade de Bowdoin, no Maine, onde se tornou amigo do poeta Henry Wadsworth Longfellow e de Franklin Pierce, futuro presidente dos Estados Unidos. Quando se licenciou, em 1825, já tinha escrito vários contos e sabia que queria ser escritor.
Em 1828, publicou, anonimamente, um romance intitulado Fanshawe, que passou despercebido e que Hawthorne nunca quis reconhecer como seu. Continuou a escrever contos, publicando-os em jornais e, eventualmente, reunindo-os no volume Twice-Told Tales (Histórias Narradas Duas Vezes) (1837), que teve boa recepção da crítica.
Casou-se em 1842 com Sophia Peabody, com quem teve três filhos. O casal foi viver em Concord, onde Hawthorne conviveu com os transcendentalistas Ralph Waldo Emerson e Henry David Thoreau.
Três anos mais tarde, em 1845, voltou com a família para Salem, onde assumiu, em 1846, o cargo de inspector da Alfândega, por nomeação do Presidente James Polk. Publicou, no mesmo ano, uma colectânea de contos e crónicas, Mosses from an Old Manse (Musgos de um Velho Solar). Em 1849, devido à eleição de um presidente da oposição, Hawthorne foi demitido do seu cargo na Alfândega e dedicou-se inteiramente à escrita.
Em março do ano seguinte, publicou A Letra Escarlate, que esgotou na primeira edição em apenas um mês. Em agosto, conheceu Herman Melville, de quem se tornou grande amigo.
O segundo romance de Hawthorne, The House of the Seven Gables (Brasil: A Casa das Sete Torres / Portugal: A Casa das Sete Empenas), foi publicado em 1851 e o terceiro, The Blithedale Romance (O Romance de Blithedale), em 1852.
Os Hawthorne chegaram a viajar por França até Itália, tendo vivido vários meses em Roma e depois em Florença. De regresso à Inglaterra, Hawthorne terminou The Marble Faun (O Fauno de Mármore), romance ambientado em Itália, que publicou em 1860. Ainda nesse ano, regressou com a família à Concord, onde iniciou vários livros que não conseguiu acabar. Num volume intitulado Our Old Home (A Nossa Velha Casa), reuniu as crónicas sobre Inglaterra que publicara em revistas.
Para além dos fragmentos, livros inacabados e cadernos de apontamentos que apareceram postumamente, Hawthorne escreveu vários livros para crianças, de entre os quais se destacam suas adaptações de lendas gregas em A Wonder Book for Girls and Boys (Um Livro de Maravilhas para Meninos e Meninas) (1852) e Tanglewood Tales (Histórias de Tanglewood) (1853).
Hawthorne morreu em 19 de Maio de 1864, em Plymouth, Nova Hampshire.

## Crítica
Em seus romances, a delicada escrita era dotada de um pudor que pintava até os mais insignificantes pecados como máculas formidáveis.
Sempre teve a moral como tema em seus trabalhos, conferindo-lhe ares de única salvaguarda contra a crueldade humana. Dentre suas obras, Brasil: A Casa das Sete Torres / Portugal: A Casa das Sete Empenas (1851) é aquela que melhor assimila (e reformula) a estética gótica.
Em A Letra Escarlate, Nathaniel Hawthorne faz o confronto mais íntimo do homem com a sociedade puritana, tema do “romance psicológico” (como o autor o classificava, em um tempo em que o mundo ainda não cogitava de psicologia na literatura). É a história de três pecadores e de tudo o que decorre de seus erros na cidade de Boston, no século XVII. Todos os personagens carregam muita dor e vivem deprimidos.
O romance A Letra Escarlate, uma mistura de alegoria e romance histórico, é considerado por muitos críticos como o maior romance da literatura norte-americana.

## Influenciando gerações
Hawthorne, que viveu no século XIX, situava sua ficção no passado, além de muito ter influenciado os escritores da sua própria geração.
Aliás, Hawthorne continua influenciando gerações e gerações até os dias de hoje, cerca de um século e meio após sua morte. Em fevereiro de 2008, o grupo musical de symphonic metal alemão Aeternitas, banda reconhecida internacionalmente, estreou, em Hamburgo, na Alemanha, Rappacinis Tochter, um musical cujo libretto, assinado pelo compositor, arranjador, orquestrador, instrumentista e escritor Alexander Hunzinger e pela musicista, escritora e diretora artística Sandra Heinzelmann. Trata-se de uma adaptação dramática de uma crônica contida em Mosses from an Old Manse.

## Obras

### Romances
- Fanshawe (1828, publicado anonimamente)[1]
- A Letra Escarlate (1850)
- The House of the Seven Gables (1851)
- The Blithedale Romance (1852)
- The Marble Faun: Or, The Romance of Monte Beni (1860) (como Transformation: Or, The Romance of Monte Beni, publicação no Reino Unido, mesmo ano)
- The Dolliver Romance (1863, não terminado)
- Septimus Felton; or, the Elixir of Life (1872, publicado na Atlantic Monthly)
- Doctor Grimshawe's Secret: A romance (1882, não terminado, com Prefácio e Notas de Julian Hawthorne)

### Colectâneas de histórias curtas
- Twice-Told Tales (1837)
- Grandfather's Chair (1840)
- Mosses from an Old Manse (1846)
- A Wonder-Book for Girls and Boys (1851)
- The Snow-Image, and Other Twice-Told Tales (1852)
- Tanglewood Tales (1853)
- The Dolliver Romance and Other Pieces (1876)
- The Great Stone Face and Other Tales of the White Mountains (1889)
- A Wonder-Book for Young and Old (1851) Editora: The Rogers Company
- Twenty Days with Julian & Little Bunny (1851) Editora: NYRB Classics (31 de Maio de 2003)

### Contos seleccionados
- "Roger Malvin's Burial" (1832)
- "My Kinsman, Major Molineux" (1832)
- "Young Goodman Brown" (1835)
- "The Gray Champion" (1835)
- "The White Old Maid" (1835)
- "Wakefield" (1835)
- "The Ambitious Guest" (1835)
- "The Minister's Black Veil" (1836)
- "The Man of Adamant" (1837)
- "The Maypole of Merry Mount" (1837)
- "The Great Carbuncle" (1837)
- "Dr. Heidegger's Experiment" (1837)
- "A Virtuoso's Collection" (May 1842)
- "The Birth-Mark" (March 1843)
- "The Celestial Railroad (1843)
- "Egotism; or, The Bosom-Serpent" (1843)
- "Rappaccini's Daughter" (1844)
- "Drowne's Wooden Image[2]" (1844)
- "P.'s Correspondence" (1845)
- "The Artist of the Beautiful" (1846)
- "Ethan Brand" (1850)
- "The Great Stone Face" (1850)
- "Feathertop" (1852)